# Kasteel van Lodijke
Het kasteel van Lodijke of Loonburg stond in het Nederlandse dorp Lodijke, provincie Zeeland. Zowel het kasteel als het dorp zijn ten onder gegaan door de Sint-Felixvloed van 1530 en liggen sindsdien in het Gat van Lodijk van het Verdronken Land van Zuid-Beveland. De restanten van het kasteel zijn door sportduikers teruggevonden op de zeebodem.

## Geschiedenis
In de rijmkroniek van Melis Stoke uit de jaren 1301-1302 wordt melding gemaakt van 'thuys te Lodike'. De kroniek vertelt dat graaf Jan van Holland in 1299 op de vlucht was voor Jan van Renesse en zichzelf in veiligheid wist te brengen in het kasteel van Lodijke.
De heerlijkheid Lodijke was een bezit van de heren van Reimerswaal. Zij zullen ook het kasteel hebben gesticht, mogelijk in de 13e eeuw; voor hen diende het als stamslot.
Gillis van Reimerswaal bewoonde in 1323 het kasteel.
Boudewijn van Reimerswaal en zijn echtgenote Kateline droegen in 1365 het kasteel op aan graaf Albrecht van Beieren, om het van hem weer in leen terug te ontvangen. Dit wijst er op dat het kasteel voordien een allodiaal goed moet zijn geweest.

### Ondergang
De laatste bewoner van het kasteel was Adriaan van Reimerswaal, heer van Lodijke en dijkgraaf van de Brede Watering Beoosten Yerseke. Tijdens de Sint-Felixvloed van 1530 weigerde Adriaan om een gat in de dijk te laten dichten, omdat hij hoopte dat het kolkende water voor hem een haven nabij het kasteel zou uitschuren. Dit liep echter verkeerd af en zowel het dorp als het kasteel overstroomden. De Allerheiligenvloed van 2 november 1532 betekende het definitieve einde voor het gebied. Adriaans gelijknamige zoon was in 1542 nog slechts de eigenaar van een ruïne en uiteindelijk zijn de restanten geheel onder water verdwenen.

## Beschrijving
Het kasteel zal vóór 1299 zijn gebouwd, maar het is onbekend wie toen de eigenaar was. Ook is niet bekend hoe het er uit zag, maar aangezien graaf Jan van Holland het als toevluchtsoord gebruikte zal het een verdedigbaar huis zijn geweest. Het is aannemelijk dat het in eerste instantie om een mottekasteel ging.
Bij het opdragen van het kasteel aan de graaf in 1365 werd een beschrijving van het goed gegeven. Het ging om een omgracht terrein met gebouwen, een toren, een voorhof en een boomgaard. Het totale kasteelterrein zou ruim vijf hectare bedragen. Waarschijnlijk was het op dat moment geen mottekasteel meer: het kasteel zal nog vóór het midden van de 14e eeuw zijn omgebouwd tot een vierhoekig bakstenen kasteel.

### Duikers
In de jaren 90 van de 20e eeuw maakten sportduikers al melding van muurresten op de bodem van de Oosterschelde. In 2005 maakte een sportduiker onderwaterfoto's van de kasteelmuur. Het zou gaan om een muur tussen de één en vier meter hoog en zestien meter lang. Omdat na de overstromingen van 1530 en 1532 het Gat van Lodijk ontstond dat tegenwoordig tussen de 15 en 20 meter diep is, lijkt het te gaan om verspoelde restanten en is een plattegrond niet meer te reconstrueren.
Aldegonde · Kasteel van Axel · Baarland · Baarsdorp · Barbestein · Biervliet · Bieweg · Blodenburg · Huis der Boede · Brijdorpe · Bruëlis · 't Burchtje · Burggravensteen · Buttinge · Coxijde · Crayenstein · Duinbeek · Duivelsberg · Ellewoutsdijk · Filippenburg · Geersdijk · Gistellis · Gravenhof · Slot Haamstede · Kasteel Hellenburg · Herkestein · Heuvelsweg · Hoge Huis · Ter Hooge · Hoogkamer · Kats · Kind van Trente · Kleverskerke · Kortgene · Kreke · Kruiningen · Laterdale · Lodijke · Maalstede (Hulst) · Maalstede (Kapelle) · Magdalon · Hof Ter Moere · Moermond · Te Mortiere · Muiden · Hof ter Nisse (Nisse) · Hof ter Nisse (Ossenisse) · Oostende · Oostende (Goes) · Oosterstein · Poelvoorde · Poortvliet · Popkensburg · De Pottere · Poucques · Pronkenburg · Ravenstein · Saeftingher Slot · Kasteel van Sint-Maartensdijk · Schengen · Sluis · Smallegange · Stavenisse · Tolhuis van Iersekeroord · Huus ter Tolne · Torenberg · Torenhoeve · Toren van Bourgondië · Troye · Valkenisse · Vinninghen · Vlissingen · Voorhoute · Waarde · Watervliet · Weldamme · Welland · Huis te Werf · Te Werve · Westenschouwen · Westhove · Westkerke · Windenburg · Zandenburg · Zwanenburg